# Margareth Dalcolmo
Margareth Maria Pretti Dalcolmo (Colatina, 21 de junho de 1954) é uma médica, professora, escritora  e pesquisadora brasileira.

## Biografia
Dalcolmo nasceu no interior do Espírito Santo no seio de uma família de descendentes de imigrantes italianos. Quando tinha apenas dois anos de idade, sua família mudou-se para o Rio de Janeiro onde cresceu. Quando criança gostaria de ser diplomata, porém aos dezessete anos resolveu entrar para o curso de medicina.

### Carreira acadêmica
Formou-se em 1978 em medicina pela Escola Superior de Ciências da Santa Casa de Misericórdia de Vitória (EMESCAM). Realizou sua residência médica em pneumologia na Fundação Oswaldo Cruz (Fiocruz). Após uma ampla formação de especializações, viagens e conhecer outros serviços,  em 2000, Dalcolmo recebeu seu doutoramento na Escola Paulista de Medicina, vinculada a Universidade Federal de São Paulo (UNIFESP), com a tese "Regime de curta duração, intermitente e parcialmente supervisionado, como estratégia de redução do abandono no tratamento da tuberculose no Brasil".
Desde 2002, é professora adjunta da Pontifícia Universidade Católica do Rio de Janeiro (PUC-Rio). Atua também como pneumologista, com grande experiência clínica e como pesquisadora na Fiocruz.  Em 2022, assumiu a cadeira número 12 da Academia Nacional de Medicina (ANM), substituindo o pediatra Azor José de Lima. A cerimônia de posse contou com as presenças do senador do Espírito Santo, Fabiano Contarato (PT) e do secretário de Saúde do estado do Espírito Santo, Nésio Fernandes (PCdoB).

### Atuação profissional
Estudiosa da tuberculose e outras micobacterioses, como campo de pesquisa clínica, foi também uma das pioneiras na luta contra o tabagismo no país. É autora de 19 capítulos de livros médicos,  de cerca de 130 trabalhos publicados em revistas nacionais e internacionais.
Foi eleita para presidir a Sociedade Brasileira de Pneumologia e Tisiologia (SBPT) para o mandato de 2023-2024.

## Atuação na pandemia de COVID-19
Durante a pandemia de COVID-19 no Brasil, Margareth ganhou papel de destaque, sendo considerada uma das principais especialistas sobre a COVID-19 e doenças pulmonares no país. Tornou-se participante ativa dos principais telejornais e programas brasileiros com o intuito de alertar a população aos riscos da doença e difundir a ciência para os telespectadores.
Foi entrevistada do programa Roda Viva, da TV Cultura, juntamente como Denise Garret e Dimas Covas, para explicar a situação da pandemia no país e a questão da vacinação e os problemas políticos que o Brasil enfrenta para garantir uma campanha de vacinação que consiga alcançar toda a população brasileira.
É colunista do Jornal O Globo desde abril de 2020, em coluna O Globo, chamado "A hora da ciência" com o intuito de, com quadros técnicos, popularizar conhecimento científico.
Ao final de 2021, escreveu o livro Um tempo para não esquecer - A visão da ciência no enfrentamento da pandemia do coronavírus e o futuro da saúde, em que faz um balanço sobre a vida e a medicina durante a pandemia da COVID-19. O lançamento do livro ocorreu na Livraria da Travessa, na unidade localizada no Leblon na capital carioca, e posteriormente em várias capitais (São Paulo, Belo Horizonte, Vitória e Recife).

## Vida pessoal
Foi casada com o imortal da Academia Brasileira de Letras (ABL), Cândido Mendes de Almeida, até seu falecimento no dia 17 de Fevereiro de 2022. Após terem vívido mais de 20 anos juntos, em 2015, decidiram pelo casamento religioso na Igreja de Nossa Senhora da Glória do Outeiro. O casal não possui filhos. Margareth é católica pela formação da família e frequenta algumas igrejas no Rio de Janeiro.
Em abril de  2020, Margareth foi infectada pelo coronavírus e cumpriu o isolamento social. Recuperou-se  após um quadro moderado da doença, e criticou veementemente a recomendação de negacionistas de tomarem cloroquina e ivermectina para o tratamento da doença.
Dalcolmo é poliglota e uma bibliófila. Em reportagem do jornal O Globo, a médica estima mais de seis mil livros em sua biblioteca e tem como autores favoritos nomes como Marguerite Yourcenar,  Fiódor Dostoiévski, Lima Barreto, Simone de Beauvoir, Sérgio Buarque de Holanda e Thomas Mann.

## Honrarias
Devido sua atuação, Margareth recebeu honrarias como:
- Título de Cidadão Honorário do Estado Rio de Janeiro (2001) - Honraria da Assembleia Legislativa do Estado do Rio de Janeiro (ALERJ) pelo deputado estadual Paulo Pinheiro (PT).[12]
- Medalha Pedro Ernesto (2011) - Honraria da Câmara Municipal do Rio de Janeiro concedida pelo vereador Carlo Caiado (DEM).[36][37]
- Personalidade do Ano - Prêmio Faz Diferença (2020) - Honraria concedida pelo jornal carioca O Globo para uma personalidade que destacou-se no ano.[38] A realização da entrega ocorreu no ano de 2021, com apresentação dos jornalistas Ancelmo Gois e Miriam Leitão.[39]
- Prêmio São Sebastião (2021) - Honraria da Arquidiocese de São Sebastião do Rio de Janeiro.[31]
- Diploma Bertha Lutz (2022) - Honraria do Senado Federal do Brasil concedida mulheres que atuam em defesa dos direitos femininos e das questões de gênero.[40]
- Prêmio Jabuti (2022) - Livro do ano na categoria Ciência.[41]
- Premio Hospitalar. personalidade do Ano na Saúde, recebido em maio de  2023.
- Ordem de Rio Branco (2023) - grau Oficial.[42]